# トルエンジオキシゲナーゼ
トルエンジオキシゲナーゼ（toluene dioxygenase）は、トルエン、キシレン分解酵素の一つで、次の化学反応を触媒する酸化還元酵素である。
トルエン + NADH + H+ + O2 {\displaystyle \rightleftharpoons } (1S,2R)-3-メチルシクロヘキサ-3,5-ジエン-1,2-ジオール + NAD+
反応式の通り、この酵素の基質はトルエンとNADHとH+とO2、生成物は(1S,2R)-3-メチルシクロヘキサ-3,5-ジエン-1,2-ジオールとNAD+である。
組織名はtoluene,NADH:oxygen oxidoreductase (1,2-hydroxylating)で、別名にtoluene 2,3-dioxygenaseがある。